# 日本乞師
日本乞師是指明亡後南下的南明及其他抗清勢力（如鄭氏政權等）對日本（江戶幕府）請求軍事支援的行動。

## 簡介
1644年（明崇禎十七年、日本正保元年），李自成所率大順軍攻佔明首都北京，崇祯帝自殺，而清則從滿洲南進，擊敗了大順軍後佔領了北京，並順勢開始進攻殘餘的抵抗勢力。與此同時華中、華南等地在明朝的皇族擁立下，以「反清復明」為目標的南明勢力也形成了。南明注意到鄰近的日本保有相當的軍事力量，因此便向日本發出了軍事求援，希望與之組成聯盟，以驅逐清軍並再興明朝。
1645年（南明隆武元年）冬，鄭芝龍擁立唐王朱聿鍵在福州登位。鄭芝龍、周鶴芝（一作崔芝）等人連續派使者向日本發出了派軍支援的請求。
並帶去書信，“伏望念平素交通之誼，乞借勁旅三千”“一戰而金陵平，再戰而燕都复”。12月，水師都督崔芝，又以林高為使者，派去日本，要求派兵三千。鄭芝龍汲取書信中說“前云借兵五千”。對於這次借兵，江戶幕府向長崎奉行指示說：“……此次林高雖來申述，然而事起倉促，無意滿足。可將此意告知，令林高早早回國。”於是周鶴芝（崔芝）轉而求與其有舊交的薩摩藩主島津氏派遣援兵。1646年3月，周鶴芝（崔芝）根據前一年與薩摩藩的約定，準備派遣參謀林齋舞把計劃付諸實現。但遭到副將黃斌卿的反對。
1646年（南明隆武二年）9月，鄭芝龍又命黃征明持隆武帝國書並自己書信及彩緞等物，赴日本長崎乞援兵，時義直、賴宣、賴房等三重臣均擬出兵，因大老井伊直孝拒絕而遲疑難決，不久獲悉隆武帝被殺、鄭芝龍投降，未能成行。1647年（南明永曆二年）和1648年（南明永曆三年）鄭彩（魯王征虜大將軍建國公、鄭成功族兄）曾兩次移書日本幕府求援。 但最有意義的是鄭成功。鄭芝龍之子鄭成功及其孫鄭經連續三代也都接連不斷對日本請求過軍事支援，從1645年開始到1674年（日本延宝2年）的三十年間總共對日派遣了十次使者。
1647年，鄭成功轉戰同安、金門等處，屢摧清軍，為永曆帝朱由榔封威遠侯，方此之際，他感到明朝中興有日，就致書長崎幕府，請討援兵：“大明龍興三百年，治平日久，人皆忘亂，韃靼乘虛破兩京，神州悉為腥擅所污。成功深受國恩，故將瑛血以報答。徘徊浙閩間，咸義頗有樂從者。”
有史料顯示日本曾於1660年出援兵，但遇狂風無功而返
除此之外，如黄宗羲等支持復興明朝的勢力也派遣了不少使者。然而實行鎖國政策的江戶幕府對於軍事上的支援一貫持否定態度，所以一直對此保持沉默，僅僅允許以貿易等形式出售物資和倭刀等武器。在後來的三藩之亂中，江戶幕府也暗中給予三藩物資支持。
此外，南明復興勢力也向琉球、南洋諸國甚至西方國家尋求援助。建國公鄭彩曾多次從琉球國購買硫磺以抗擊清軍，並經由琉球及薩摩藩，向江戶幕府發出乞師請求；薩摩藩力主支援南明，但被江戶幕府拒絕。永曆帝曾通過耶穌會傳教士卜彌格，向羅馬教廷及歐洲諸國派遣了乞師的使者，但都以失敗告終。
南明最終滅亡，來自滿洲的清朝皇帝成為整個中國的統治者。朱舜水等一些反清人士也流亡到日本、安南等外國。受到朱舜水的影響，日本儒者不承認清的正統性，甚至認為中國已經被來自滿洲的韃靼人滅亡，日本才是儒家文化的正統繼承者。這種觀點在《華夷變態》《中朝事實》等書籍中能夠體現。